# High Hunsley
High Hunsley – osada w Anglii, w hrabstwie East Riding of Yorkshire. Leży 17 km na północny zachód od miasta Hull i 257 km na północ od Londynu.